# Semiothisa poasaria
Semiothisa poasaria là một loài bướm đêm trong họ Geometridae.